# 澳大利亚适风海葵
澳大利亚适风海葵（学名：Anemonactis australis）为泞花海葵科适风海葵属的动物。分布于日本、澳大利亚以及渤海等。